# Isaac Cooper
Isaac Alan Cooper (* 7. Januar 2004 in Bundaberg) ist ein australischer Schwimmer, der sich auf die Rücken-Disziplinen spezialisiert hat. Er gewann bei den Olympischen Spielen in Tokio eine Bronzemedaille. 2022 erhielt er eine Silbermedaille und 2024 eine Goldmedaille bei den Weltmeisterschaften auf der 50-Meter-Bahn. Bei den Weltmeisterschaften auf der 25-Meter-Bahn erschwamm Cooper zwei Goldmedaillen, eine Silbermedaille und zwei Bronzemedaillen.

## Karriere
Isaac Cooper startet für das Rackley Swim Team und für die Queensland University of Technology.
Nach dem durch die COVID-19-Pandemie bedingten Ausfall fast aller Meisterschaften im Jahr 2020 fanden 2021 die Olympischen Spiele in Tokio statt. Über 100 Meter Rücken schied Cooper als Zwölfter des Halbfinales aus, während sein Landsmann Mitch Larkin das Finale erreichte. In der Mixed-Lagenstaffel schwammen im Vorlauf Isaac Cooper, Zac Stubblety-Cook, Brianna Throssell und Bronte Campbell und qualifizierten sich mit der viertschnellsten Zeit für das Finale. Im Finale bestand die Staffel aus Kaylee McKeown, Zac Stubblety-Cook, Matthew Temple und Emma McKeon. Das australische Quartett schlug hinter den Staffeln aus dem Vereinigten Königreich und aus der Volksrepublik China an dritter Stelle an. Auch die im Vorlauf eingesetzten Schwimmerinnen und Schwimmer erhielten eine Medaille.
2022 siegte Cooper bei den australischen Meisterschaften über 50 und 100 Meter Rücken. Einen Monat später qualifizierten sich bei den Weltmeisterschaften in Budapest in der Mixed-Lagenstaffel Isaac Cooper, Matthew Wilson, Brianna Throssell und Meg Harris wie in Tokio mit der viertbesten Zeit für das Finale. Im Endlauf schwammen Kaylee McKeown, Zac Stubblety-Cook, Matthew Temple und Shayna Jack auf den zweiten Platz hinter der Staffel aus den Vereinigten Staaten. Über 50 Meter Rücken erreichte Cooper den achten Platz. In der Lagenstaffel der Männer belegten Isaac Cooper, Zac Stubblety-Cook, Matthew Temple und Kyle Chalmers den vierten Platz mit einer halben Sekunde Rückstand auf die drittplatzierten Briten.
Im Dezember 2022 fanden in Melbourne die Kurzbahnweltmeisterschaften 2022 statt. Über 100 Meter Rücken belegte Cooper den dritten Platz hinter Ryan Murphy aus den Vereinigten Staaten und Lorenzo Mora aus Italien. In der 4-mal-50-Meter-Freistilstaffel siegten Isaac Cooper, Matthew Temple, Flynn Southam und Kyle Chalmers mit 0,04 Sekunden Vorsprung vor den Italienern. Der nur im Vorlauf eingesetzte Grayson Bell erhielt ebenfalls eine Goldmedaille. Über 50 Meter Rücken gewann Cooper die Silbermedaille hinter Ryan Murphy. In der 4-mal-50-Meter-Lagenstaffel wurden Isaac Cooper, Grayson Bell, Matthew Temple und Kyle Chalmers Dritte hinter den Italienern und dem US-Quartett, Shaun Champion und Flynn Southam wurden nur im Vorlauf eingesetzt. In der 4-mal-100-Meter-Lagenstaffel qualifizierten sich Isaac Cooper, Joshua Yong, Shaun Champion und Kyle Chalmers mit der fünftbesten Zeit für den Endlauf. Im Finale schwammen Cooper, Yong, Temple und Chalmers und gewannen zeitgleich mit der US-Staffel die Goldmedaille.
Im Februar 2024 bei den Weltmeisterschaften in Doha belegte Cooper über 50 Meter Schmetterling den vierten Platz mit 0,04 Sekunden Rückstand auf seinen drittplatzierten Landsmann Cameron McEvoy. Über 50 Meter Freistil wurde Cooper Fünfter. Schließlich siegte er über 50 Meter Rücken mit 0,2 Sekunden Vorsprung vor Hunter Armstrong aus den Vereinigten Staaten. Fünf Monate später bei den Olympischen Spielen in Paris schied Cooper über 100 Meter Rücken als 21. der Vorläufe aus. Die Lagenstaffel mit Isaac Cooper, Joshua Yong, Matthew Temple und Kyle Chalmers belegte den sechsten Rang.